# Чангчуб Дордже
Чангчуб Дордже (тиб. བྱང་ཆུབ་རྡོ་རྗེ, Вайли byang chub rdo rje; 1703—1732) — двенадцатый Гьялва Кармапа, глава школы карма-кагью тибетского буддизма.

## Биография
Чангчуб Дордже родился в Хиле Хакхоре в провинции Дерге в Каме. Согласно легенде, в возрасте двух месяцев он произнес: «Я — Кармапа». Он был найден поисковой группой и был опознан восьмым Шамарпой Палченом Чокьи Дондубом.
Во время правления Далай-ламы VII Тибет стал политически нестабильным, потому что Джунгарское ханство и Цинская империя пытались захватить контроль над правительством. Чангчуб Дордже и Восьмой Шамарпа решили совершить буддийское паломничество в Непал, Индию и Цинскую империю. После своего возвращения они вновь получили приглашение от императора Китая. Но оба они заболели во время этого путешествия и умерли от оспы.